# 1944 în teatru
- 1943 în teatru — 1944 în teatru — 1945 în teatru

Anul 1944 în teatru a implicat o serie de noi evenimente semnificative.

## Evenimente
În anul 1944 au avut loc mai multe evenimente importante în dramaturgie:

## Premiere
În anul 1944 au avut loc mai multe premiere ale unor piese de teatru: 
Teatrul Național „Vasile Alecsandri” din Iași
- Vlaicu Vodă de Alexandru Davila (Sala 1), 10 septembrie 1944
- Femeia îndărătnică de William Shakespeare - (Sala 1), 20 octombrie 1944
- Coana Chirița (Sala 1), 20 noiembrie 1944
- Mama (Sala 1), 10 decembrie 1944
- Baba Hârca de Matei Millo (Sala 1), 20 decembrie 1944

Teatrul Național „Ion Luca Caragiale” din București
- CÂNTECUL VIEȚII (Sala Studio), 6 octombrie 1944
- MEDALIILE BĂTRÂNEI; ÎNTRE FILOLOGI (Sala Studio) , 20 octombrie 1944
- Sylvette (Sala Studio) 30 octombrie 1944
- Mireasa roșie; ACOLO-N SAT (Sala Studio), 7 noiembrie 1944
- Dezertorul (Sala Studio), 11 decembrie 1944
- EDIPOS TIRAN AL THEBEI (Sala Sf. Sava). 23 decembrie 1944
- DECANUL (Sala Basarab). 25 decembrie 1944
- MAMA (Sala Basarab), 27 decembrie 1944

Teatrul „Regina Maria” din Oradea
- VIDÁM MÛSORA A SZOVJET HADSEREG SZÁMÁRA  (SPECTACOL DE DIVERTISMENT PENTRU SOLDAȚII SOVIETICI) - Trupa 'Szigligeti', noiembrie 1944
- SYBILL  - Trupa 'Szigligeti', 1 decembrie 1944
- Száz piros rózsa  (O SUTĂ DE TRANDAFIRI ROȘII) - Trupa 'Szigligeti', 15 decembrie 1944
- Gróf Rinaldo  (Contele Rinaldo) de Albert Szirmai - Trupa 'Szigligeti', 31 decembrie 1944

Teatrul Național Marin Sorescu
- Cocoșul negru de Victor Eftimiu,  (Sala 1), 25 noiembrie 1944
- Azilul de noapte de Maxim Gorki (Sala 1), 6 decembrie 1944
- Înșir-te mărgărite de Victor Eftimiu  (Sala 1), 20 decembrie 1944

## Piese de teatru publicate
În anul 1944 au fost publicate pentru prima dată mai multe piese de teatru:

## Nașteri
- 28 octombrie - Coluche (d. 1986), umorist și actor francez

## Decese
- 31 ianuarie: Jean Giraudoux, dramaturg francez (n. 1882)
- 1 septembrie: Liviu Rebreanu, dramaturg, romancier român (n. 1885)